# Équipe d'Égypte de football à la Coupe d'Afrique des nations 2010
Cet article relate le parcours de l'équipe d'Égypte de football à la Coupe d'Afrique des nations de football 2010 organisée en Angola du 10 janvier 2010 au 31 janvier 2010.

## Effectif
Liste des 23 donnée le 31 décembre 2009. Statistiques arrêtées le 24 décembre 2009.
| Numéro / Nom       | Numéro / Nom          | Équipe actuelle    | Sél.            | Date de naissance | J.              |                 |                 |                 |                 |
| Gardiens de but    | Gardiens de but       | Gardiens de but    | Gardiens de but | Gardiens de but   | Gardiens de but | Gardiens de but | Gardiens de but | Gardiens de but | Gardiens de but |
| ------------------ | --------------------- | ------------------ | --------------- | ----------------- | --------------- | --------------- | --------------- | --------------- | --------------- |
| 1                  | Essam al-Hadary       | Ismaily SC         | 107 (0)         | 15 janvier 1973   | 6               |                 |                 |                 |                 |
| 16                 | Abdelwahed El-Sayed   | Zamalek SC         | 26 (0)          | 3 juin 1977       | 1               |                 |                 |                 |                 |
| 23                 | Mahmoud Abou El-Saoud | El Mansoura SC     | 1 (0)           | 30 novembre 1987  |                 |                 |                 |                 |                 |
| Défenseurs         |                       |                    |                 |                   |                 |                 |                 |                 |                 |
| 6                  | Hani Said             | Zamalek SC         | 64 (0)          | 22 avril 1980     | 5               |                 |                 |                 |                 |
| 20                 | Wael Gomaa            | Al Ahly SC         | 81 (0)          | 3 août 1975       | 5               |                 | 1               |                 |                 |
| 2                  | Mahmoud Fathallah     | Zamalek SC         | 21 (0)          | 12 février 1982   | 5               |                 | 3               |                 |                 |
| 4                  | Moatasem Salem        | Ismaily SC         | 3 (0)           | 2 septembre 1980  | 2               |                 |                 |                 |                 |
| 5                  | Abdel El-Saqua        | Eskisehirspor      | 107 (3)         | 30 janvier 1974   | 1               |                 |                 |                 |                 |
| 14                 | Sayed Moawad          | Al Ahly SC         | 43 (0)          | 25 février 1979   | 5               |                 | 2               |                 |                 |
| 19                 | Mohamed Abdel-Shafy   | Zamalek SC         | 2 (0)           | 1er juillet 1985  | 5               | 1               |                 |                 |                 |
| 3                  | Ahmed al-Muhammadi    | ENPPI Club         | 29 (0)          | 9 septembre 1987  | 6               | 1               | 2               |                 |                 |
| 7                  | Ahmed Fathy           | Al Ahly SC         | 61 (2)          | 10 novembre 1984  | 5               |                 |                 |                 |                 |
| Milieux de terrain |                       |                    |                 |                   |                 |                 |                 |                 |                 |
| 17                 | Ahmed Hassan          | Al Ahly SC         | 158 (27)        | 2 mai 1975        | 6               | 3               |                 |                 |                 |
| 8                  | Hosni Abd Rabo        | Al-Ahli Dubaï      | 64 (12)         | 1er novembre 1984 | 6               | 1               | 1               |                 |                 |
| 13                 | Abdelaziz Tawfik      | ENPPI Club         | 7 (0)           | 24 mai 1986       |                 |                 |                 |                 |                 |
| 12                 | Hossam Ghaly          | Al Nasr Riyad      | 28 (2)          | 15 décembre 1981  | 5               |                 | 1               |                 |                 |
| 15                 | Gedo                  | Ittihad Alexandrie | 0 (0)           | 3 octobre 1983    | 6               | 5               |                 |                 |                 |
| 18                 | Mahmoud Abdelrazek    | Zamalek SC         | 9 (1)           | 5 mars 1986       | 1               |                 |                 |                 |                 |
| Attaquants         |                       |                    |                 |                   |                 |                 |                 |                 |                 |
| 10                 | Emad Moteab           | Al Ahly SC         | 52 (22)         | 20 février 1983   | 6               | 2               |                 |                 |                 |
| 11                 | Ahmed Eid Abdel Malek | Haras El-Hedood    | 31 (5)          | 15 mai 1980       | 1               |                 |                 |                 |                 |
| 21                 | Ahmed Raouf           | ENPPI Club         | 7 (1)           | 15 septembre 1982 | 1               |                 |                 |                 |                 |
| 22                 | Al-Sayed Hamdy        | Petrojet FC        | 2 (0)           | 1er mars 1984     |                 |                 |                 |                 |                 |
| 9                  | Mohamed Zidan         | Borussia Dortmund  | 26 (6)          | 11 décembre 1981  | 6               | 1               |                 |                 |                 |
| Sélectionneur      |                       |                    |                 |                   |                 |                 |                 |                 |                 |
|                    | Hassan Shehata        |                    |                 | 19 juin 1949      |                 |                 |                 |                 |                 |
| Réserve            |                       |                    |                 |                   |                 |                 |                 |                 |                 |
|                    |                       |                    |                 |                   |                 |                 |                 |                 |                 |
|                    |                       |                    |                 |                   |                 |                 |                 |                 |                 |
|                    |                       |                    |                 |                   |                 |                 |                 |                 |                 |
|                    |                       |                    |                 |                   |                 |                 |                 |                 |                 |
| Blessé             |                       |                    |                 |                   |                 |                 |                 |                 |                 |
| A                  | Mohamed Aboutreika    | Al Ahly SC         | 66 (24)         | 7 novembre 1978   |                 |                 |                 |                 |                 |

## Qualifications

### 2eTour

#### Groupe 12
| Rang | Équipe   | Pts | J | G | N | P | Bp | Bc | Diff |  | Résultats (▼ dom., ► ext.) |     |     |     |     |
| ---- | -------- | --- | - | - | - | - | -- | -- | ---- |  | -------------------------- | --- | --- | --- | --- |
| 1    | Égypte   | 15  | 6 | 5 | 0 | 1 | 13 | 2  | +11  |  | Égypte                     |     | 2-0 | 2-1 | 4-0 |
| 2    | Malawi   | 12  | 6 | 4 | 0 | 2 | 14 | 5  | +9   |  | Malawi                     | 1-0 |     | 2-1 | 8-1 |
| 3    | RD Congo | 9   | 6 | 3 | 0 | 3 | 14 | 6  | +8   |  | RD Congo                   | 0-1 | 1-0 |     | 5-1 |
| 4    | Djibouti | 0   | 6 | 0 | 0 | 6 | 2  | 30 | -28  |  | Djibouti                   | 0-4 | 0-3 | 0-6 |     |

### 3eTour

#### Groupe C
| Rang | Équipe  | Pts | J | G | N | P | Bp | Bc | Diff |  | Résultats (▼ dom., ► ext.) |     |     |     |     |
| ---- | ------- | --- | - | - | - | - | -- | -- | ---- |  | -------------------------- | --- | --- | --- | --- |
| 1    | Algérie | 13  | 6 | 4 | 1 | 1 | 9  | 4  | +5   |  | Algérie                    |     | 3-1 | 1-0 | 3-1 |
| 2    | Égypte  | 13  | 6 | 4 | 1 | 1 | 9  | 4  | +5   |  | Égypte                     | 2-0 |     | 1-1 | 3-0 |
| 3    | Zambie  | 5   | 6 | 1 | 2 | 3 | 2  | 5  | -3   |  | Zambie                     | 0-2 | 0-1 |     | 1-0 |
| 4    | Rwanda  | 2   | 6 | 0 | 2 | 4 | 1  | 8  | -7   |  | Rwanda                     | 0-0 | 0-1 | 0-0 |     |

L'Algérie et l'Égypte ont terminé cette campagne à égalité parfaite. Ces deux équipes se sont donc départagées lors d'un match d'appui disputé au Soudan, à Omdurman.
|  | Match d'appui |   |
|  |               |   |
|  |               |   |
|  |               |   |
|  | Algérie       | 1 |
|  | Algérie       | 1 |
|  | Égypte        | 0 |
|  | Égypte        | 0 |

- L'Algérie est qualifiée pour la Coupe du monde 2010 et la CAN 2010.
- L'Égypte et la Zambie sont qualifiées pour la CAN 2010.

## Matchs

### 1ertour

#### Groupe C
| Rang | Équipe     | Pts | J | G | N | P | Bp | Bc | Diff |  | Résultats (▼ dom., ► ext.) |  |     |     |     |
| ---- | ---------- | --- | - | - | - | - | -- | -- | ---- |  | -------------------------- |  | --- | --- | --- |
| 1    | Égypte     | 9   | 3 | 3 | 0 | 0 | 7  | 1  | +6   |  | Égypte                     |  | 3-1 | 2-0 | 2-0 |
| 2    | Nigeria    | 6   | 3 | 2 | 0 | 1 | 5  | 3  | +2   |  | Nigeria                    |  |     | 1-0 | 3-0 |
| 3    | Bénin      | 1   | 3 | 0 | 1 | 2 | 2  | 5  | -3   |  | Bénin                      |  |     |     | 2-2 |
| 4    | Mozambique | 1   | 3 | 0 | 1 | 2 | 2  | 7  | -5   |  | Mozambique                 |  |     |     |     |

| 12 janvier 2010 | Égypte                             | 3-1 | Nigeria   | Complexo da Sr. da Graça, Benguela                       |                                                          |
| 17:00 UTC+1     | Moteab 34e · Hassan 54e · Gedo 87e |     | Obasi 12e | Spectateurs : 18 000 Arbitrage : Rajindraparsad Seechurn | Spectateurs : 18 000 Arbitrage : Rajindraparsad Seechurn |
| 17:00 UTC+1     | Rapport                            |     |           | Spectateurs : 18 000 Arbitrage : Rajindraparsad Seechurn | Spectateurs : 18 000 Arbitrage : Rajindraparsad Seechurn |

| 16 janvier 2010 | Égypte                    | 2-0 | Mozambique | Complexo da Sr. da Graça, Benguela             |                                                |
| 19:30 UTC+1     | Khan 47e (csc) · Gedo 81e |     |            | Spectateurs : 10 000 Arbitrage : Kokou Djaoupe | Spectateurs : 10 000 Arbitrage : Kokou Djaoupe |
| 19:30 UTC+1     | Rapport                   |     |            | Spectateurs : 10 000 Arbitrage : Kokou Djaoupe | Spectateurs : 10 000 Arbitrage : Kokou Djaoupe |

| 20 janvier 2010 | Égypte                       | 2-0 | Bénin | Complexo da Sr. da Graça, Benguela              |                                                 |
| 17:00 UTC+1     | al-Muhammadi 7e · Moteab 23e |     |       | Spectateurs : 12 500 Arbitrage : Daniel Bennett | Spectateurs : 12 500 Arbitrage : Daniel Bennett |
| 17:00 UTC+1     | Rapport                      |     |       | Spectateurs : 12 500 Arbitrage : Daniel Bennett | Spectateurs : 12 500 Arbitrage : Daniel Bennett |

## Quarts de finale
| Quarts de finale 3          | Égypte                             | 3-1 a.p. | Cameroun                        | Complexo da Sr. da Graça, Benguela            |                                               |
| 25 janvier 2010 17:00 UTC+1 | Hassan 37e · Gedo 92e · Hassan 95e |          | Hassan 26e (csc) · Chedjou 112e | Spectateurs : 12 000 Arbitrage : Jerome Damon | Spectateurs : 12 000 Arbitrage : Jerome Damon |
| 25 janvier 2010 17:00 UTC+1 | Rapport                            |          |                                 | Spectateurs : 12 000 Arbitrage : Jerome Damon | Spectateurs : 12 000 Arbitrage : Jerome Damon |

## Demi-finale
| Demi-Finale 2               | Algérie                                   | 0-4 | Égypte                                                       | Complexo da Sr. da Graça, Benguela            |                                               |
| 28 janvier 2010 20:30 UTC+1 | Halliche 39e · Belhadj 73e · Chaouchi 88e |     | Abd Rabo 39e (pen.) · Zidan 65e · Abdel-Shafy 81e · Gedo 94e | Spectateurs : 25 000 Arbitrage : Coffi Codjia | Spectateurs : 25 000 Arbitrage : Coffi Codjia |
| 28 janvier 2010 20:30 UTC+1 | Rapport                                   |     |                                                              | Spectateurs : 25 000 Arbitrage : Coffi Codjia | Spectateurs : 25 000 Arbitrage : Coffi Codjia |

## Finale
| Équipes | Ghana - Égypte |
| Score   | 0 – 1 (0 – 0) |
| Date    | 31 janvier 2010 à 17h00 |
| Stade   | Estádio Cidade Universitária, Luanda, Angola 50 000 spectateurs |
| Arbitre | Koman Coulibaly |
| But     | Gedo 85e |
| Ghana   | Richard Kingson - Isaac Vorsah, Lee Addy, Samuel Inkoom, Hans Sarpei - Emmanuel Agyemang-Badu, Anthony Annan, Kwadwo Asamoah, André Ayew, Agyemang Apoku 47e (89e Eric Addo) - Asamoah Gyan (87e Dominic Adiyiah) · Entraîneur : Milovan Rajevac                      |
| Égypte  | Essam al-Hadary - Wael Gomaa, Hani Said, Ahmed al-Muhammadi 51e, Sayed Moawad 48e (57e Mohamed Abdel-Shafy) - Ahmed Fathi (90e Moatasem Salem), Ahmed Hassan , Hosni Abd Rabo, Hossam Ghaly 60e - Mohamed Zidan, Emad Moteab (70e Gedo) · Entraîneur : Hassan Shehata |

## Résultat
| CAN 2010 Vainqueur Égypte 7e titre |